# 임경순 (정치인)
임경순(1939년 8월 15일 ~ 2007년 7월 30일)은 대한민국의 정치인이다. 제30·31·32대 양구군수를 역임했다.

## 학력
- 양구초등학교
- 춘천중학교
- 서울성북고등학교
- 건국대학교 법학과 (학사)
- 강원대학교 경영행정대학원 행정학 석사

## 역대 선거 결과
|  | 100.00% |

|  | 72.64% |

|  | 76.50% |